# Polisportiva Ilva 1988-1989
Questa voce raccoglie le informazioni riguardanti la Polisportiva Ilva nelle competizioni ufficiali della stagione 1988-1989.

## Rosa
| N. |                   | Ruolo | Calciatore          |
| -- | ----------------- | ----- | ------------------- |
|    | Italia (bandiera) | C     | Leandro Andrian     |
|    | Italia (bandiera) | D     | Marco Appeddu       |
|    | Italia (bandiera) | C     | Marco Bellagamba    |
|    | Italia (bandiera) | C     | Candido Brocca      |
|    | Italia (bandiera) | C     | Fabio Marco Chessa  |
|    | Italia (bandiera) | D     | Antonio Ciaramitaro |
|    | Italia (bandiera) | C     | Francesco Comiti    |
|    | Italia (bandiera) | P     | Giovanni Coscione   |
|    | Italia (bandiera) | A     | Francesco Di Laura  |

| N. |                   | Ruolo | Calciatore        |
| -- | ----------------- | ----- | ----------------- |
|    | Italia (bandiera) | P     | Mario Di Pasquale |
|    | Italia (bandiera) | D     | Lorenzo Federico  |
|    | Italia (bandiera) | D     | Donato Fringuello |
|    | Italia (bandiera) | A     | Mario Murri       |
|    | Italia (bandiera) | A     | Marco Piga        |
|    | Italia (bandiera) | C     | Massimo Puddu     |
|    | Italia (bandiera) | D     | Ciro Raimondo     |
|    | Italia (bandiera) | C     | Nello Riccardi    |
|    | Italia (bandiera) | C     | Bruno Ricciolini  |